# پولیمنیا آتاناسیادی
پولیمنیا آتاناسیادی (انگلیسی: Polymnia Athanassiadi؛ زادهٔ ۱ ژانویهٔ ۱۹۴۶) استاد دانشگاه در زمینه تاریخ باستان در دانشگاه آتن اهل یونان است.

## آثار
- توحید بت‌پرستی در اواخر باستان. ۱۹۹۹ آکسفورد: کلرندون چاپ. (ویرایش مشترک با مایکل فرد)